# Soechoj Soe-24 Fencer

Soechoj Soe-24

De Soechoj Soe-24 of Sukhoi Su-24 (Russisch: Су-24) (NAVO-codenaam: Fencer) was het meest geavanceerde aanvalsvliegtuig van de Sovjet-Unie in de jaren 70 en 80, en was ontworpen door Soechoj. Het tweezits, tweemotorige vliegtuig met verstelbare vleugels had het USSR's eerste navigatie/aanvalssysteem dat leek op dat van de Amerikaanse General Dynamics F-111, al zijn de prestaties beter vergelijkbaar met die van de Panavia Tornado IDS. Hij is nog steeds in dienst bij de luchtmacht van voormalige Sovjetstaten en diverse exportlanden.

## Geschiedenis
De Soe-24 kwam voort uit specificaties uit de jaren 60 voor een nieuwe jachtbommenwerper ter vervanging van de Iljoesjin Il-28 en Jakovlev Jak-28. De specificaties, uitgegeven in 1964, vroegen om een vliegtuig met de mogelijkheid tot supersonisch vliegen op lage hoogte en een grote navigatie- en bombardeernauwkeurigheid. De commandanten van de luchtmacht wisten dat ze het tactische nadeel hadden van een lange opstijgbaan met een kort bereik. Daardoor eisten de specificaties dat het toestel van korte banen kon opereren.
Soechoj onderzocht eerst, evenals rivaal Mikojan-Goerevitsj (die min of meer tegelijkertijd bezig was met eenzelfde type vliegtuig, dat later de MiG-23 zou worden), de mogelijkheid van opstijgstraalmotoren om zo de opstijgafstand in te korten. Het eerste prototype, de T-6-1, welke voor het eerst vloog in 1967, had een deltavleugel met liftmotoren in de romp, gelijk aan de T-58VD 'Flagon-B', maar de vliegprestaties bleken ondermaats. Een aangepaste versie, de T-6-2, had geen opstijgstraalmotoren, maar naar beneden gebogen vleugeltippen en ingebouwde vleugelkleppen. Dit gaf hem grote gelijkenis met de BAC TSR-2. Hoewel met de T-6-2 beter te werken was, gaf zijn lage vleugelgewicht hem slechte prestaties op lage hoogte.
Een betere oplossing was variabele geometrie, ook toegepast op de vergelijkbare Soechoj Soe-17 en MiG-23. Het tweede prototype werd uitgerust met een verstelbare vleugel, aangeduid met T-6-2IG. Dit vloog voor het eerst in 1970, en bleek succesvol genoeg te zijn om in productie te nemen; in eerste instantie onder de schuilnaam Soe-15M.
De productie-Soe-24 Fencer-A vloog voor het eerst in december 1971 en kwam in 1974 in dienst. Hij werd niet goed gefotografeerd door de NAVO totdat er vijf jaar later een regiment werd gestationeerd in Oost-Duitsland en de verwachte prestaties van de Fencer verontrustte Westerse analytici, net zoals bij de MiG-25 Foxbat. Als meest geavanceerde toestel binnen de luchtmacht van de Sovjet-Unie had de Soe-24 ook last van enkele problemen, maar bleek populair te zijn onder de bemanningen. Het toestel is in het westen bekend als Fencer, maar de Russische bemanningen noemen het Tsjemodan (чемодан, koffer) vanwege zijn mogelijkheden en veelzijdigheid.
De Soe-24 evolueerde door enkele vroege versies, elk met hun eigen NAVO-codenaam (maar waarschijnlijk hetzelfde binnen de Sovjet Luchtmacht). De ontwikkeling van een substantieel verbeterde versie, de Soe-24M Fencer-D, begon al terwijl het originele toestel in dienst kwam, en kwam in 1978 in productie. De Soe-24M kwam uiteindelijk in 1983 in dienst. Twee gespecialiseerde versies werden uit de Soe-24M ontwikkeld, de Soe-24MR Fencer-E verkenner en de Soe-24MP Fencer-F ELINT-versie.
Een exportversie van de Soe-24M, de Soe-24MK, is aan meerdere buitenlandse klanten verkocht. Tien gingen er naar Algerije, vijftien naar Libië en twaalf aan Syrië. In totaal zijn er 32-33 Soe-24MK's verkocht aan Iran en Irak, maar bronnen verschillen op het specifieke aantal. Russische bronnen zeggen dat er negen aan Iran en 24 aan Irak werden verkocht en nu allemaal bij Iran in dienst zijn. Iran beweert dat het er veertien heeft aangeschaft, en er zestien of achttien Iraakse vliegtuigen bij kreeg die Irak waren ontsnapt tijdens de Golfoorlog van 1991 om vernietiging te voorkomen.
De Sovjets gebruikten een paar Soe-24's in Afghanistan in 1984 en de Fencer zag ook actie in Tsjetsjenië. Zijn nauwkeurigheid om bommen af te werpen tijdens de laatste worden bekritiseerd, omdat, ondanks dat hij binnen zijn specificaties bleef, er erg veel burgerslachtoffers vielen en gebouwen werden getroffen.
Er zijn ongeveer 1200 Soe-24's geproduceerd. Substantiële aantallen ex-Sovjet Soe-24's zijn nog in dienst bij Azerbeidzjan, Wit-Rusland, Rusland, Oezbekistan en Oekraïne. Ongeveer 577 zijn er momenteel operationeel met de Russische luchtmacht waarvan er 130 onder de Russische Marine vallen.
Hoewel het een formidabel wapen was tijdens zijn dagen, wordt de Fencer waarschijnlijk vervangen voor de Soe-34 Fullback of andere meer geavanceerde toestellen, als de Russische financiën het toelaten.

## Varianten
- Soe-24M Fencer-D - Een opgewaardeerde Fencer werd ontwikkeld in de midden jaren 70 en kwam rond 1983 in dienst. Hij heeft een 0,76 m langere romp voor de cockpit gekregen, samen met een intrekbare tankbuis voor bijtanken in de lucht en een herontworpen kortere radome voor de nieuwe 'Orion-A' aanvalsradar. Hij kan herkend worden aan de enkele neusbuis, in plaats van de drie bij de oudere toestellen. De nieuwe radar werd gekoppeld aan een reliëfterreinvolgradar gekoppeld aan het automatische vliegsysteem SAU-6M1, wat het laagvliegen met 'losse handen' mogelijk maakte. Een nieuw PNS-24M traagheidsnavigatiesysteem en digitale computer werden ook geïnstalleerd. Een Kaira 24 laser aanwijzer/tv-systeem (gelijk aan het Amerikaanse Pave Tack) werd in een bobbel aan de bakboordzijde van de romp gemonteerd voorcompatibiliteit met geleide wapens, waaronder lasergeleide bommen en tv-geleide bommen en Kh-14 (AS-12 Kegler)- en Ch-59 Ovod (AS-13 Kingbolt)-raketten, evenals ongeleide bommen en raketten. De nieuwe systemen leidden wel tot een reductie van de brandstofcapaciteit met 85 liter.
- Soe-24MK Fencer-D - Export-versies van de Soe-24M, al vliegen er ook een aantal bij GOS-regimenten, was in de basis gelijk aan de Soe-24M, maar met ietwat mindere avionica en enkele missen ook de tankbuis.
- Soe-24MK Fencer-E - Tactische verkenningsversie, vloog voor het eerst in september 1980, en kwam in 1985 in dienst. Hij behield het grootste deel van Soe-24M's navigatiepakket, behalve de Orion-A-aanvalsradar, het laser/tv-systeem en het snelvuurkanon, ten behoeve van twee panoramische camerasystemen, 'Aist-M' (Stork) tv-camera, RDS BO 'Sjtik' (Bajonet) zijwaartskijkende luchtradar, en 'Zima' (Winter) infraroodverkenningssysteem. Andere systemen worden in pods gedragen.
- Soe-24MP Fencer-F - Een ELINT variant, bedoeld ter vervanging van de Jak-28PP Brewer-E. Vloog voor het eerst in december 1979. De Soe-24MP heeft extra antennes om inlichtingen te vergaren, waardoor het geen laser/tv-systeem heeft, maar wel het kanon heeft behouden, evenals de mogelijkheid tot het meenemen van maximaal vier R-60 (AA-8)-raketten voor zelfverdediging. Er zijn er slechts een klein aantal (12-20) van geproduceerd.